# إن بي دبليو
شركة إن بي دبليو إنرجي بادن فورتمبيرغ أيه جي ، أو ببساطة إن بي دبليو ، هي شركة طاقة عامة يقع مقرها الرئيسي في كارلسروه ، ألمانيا .

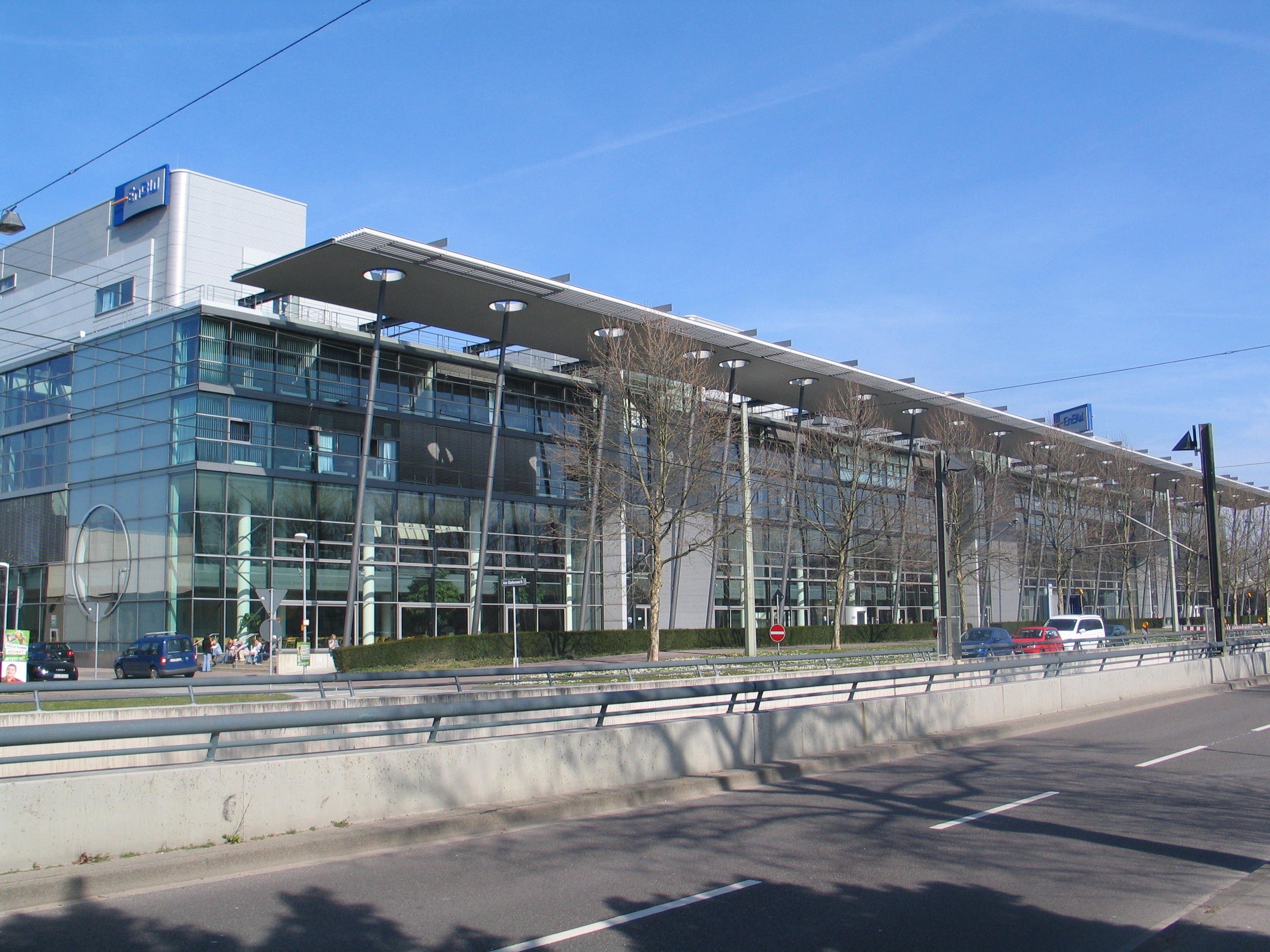
مقر إن بي دبليو في كارلسروه

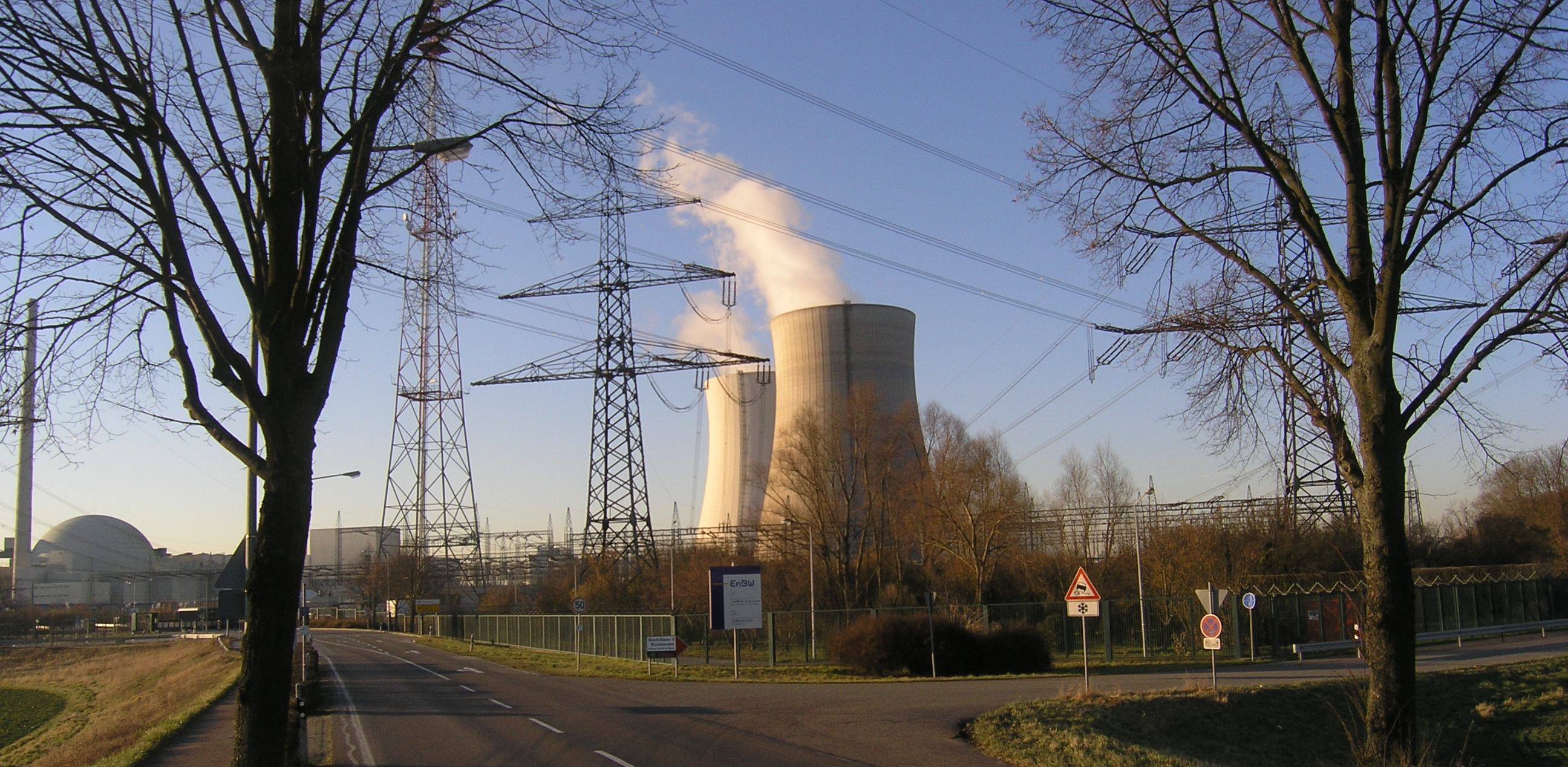
محطة الطاقة النووية في فيليبسبورج

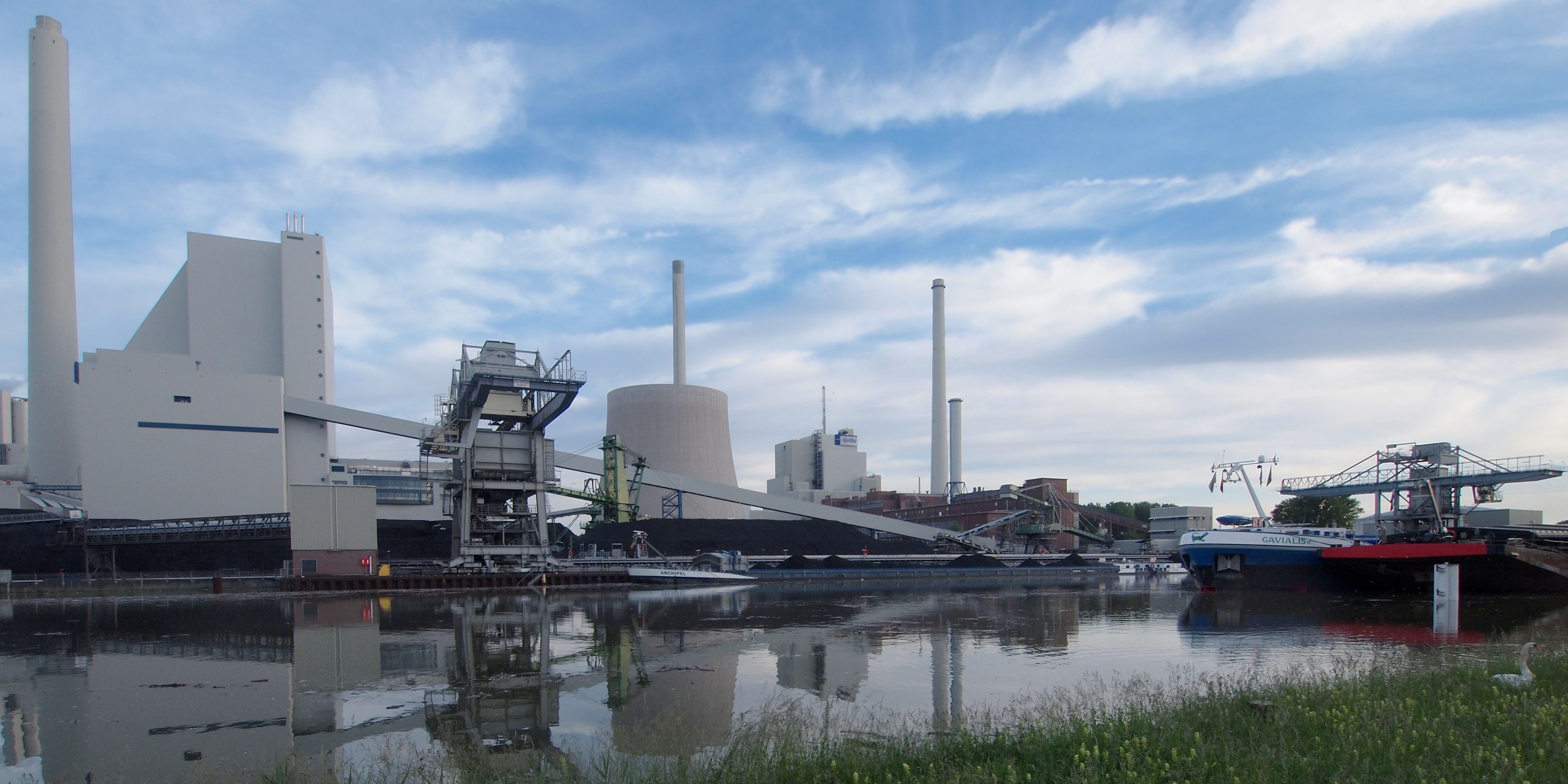
راينهافن-دامبفكرافتويرك كارلسروه

## أنظر أيضاً
- مجتمع الخدمة النووية
- الإفصاحات المسؤولة